# Cacao Dos
Cacao Dos är en ort i Mexiko.   Den ligger i kommunen Venustiano Carranza och delstaten Chiapas, i den sydöstra delen av landet, 800 km öster om huvudstaden Mexico City. Cacao Dos ligger 908 meter över havet och antalet invånare är 109.
Terrängen runt Cacao Dos är kuperad. Runt Cacao Dos är det ganska tätbefolkat, med 52 invånare per kvadratkilometer. Närmaste större samhälle är Venustiano Carranza, 8,8 km söder om Cacao Dos. Omgivningarna runt Cacao Dos är en mosaik av jordbruksmark och naturlig växtlighet.